# Viking Airlines

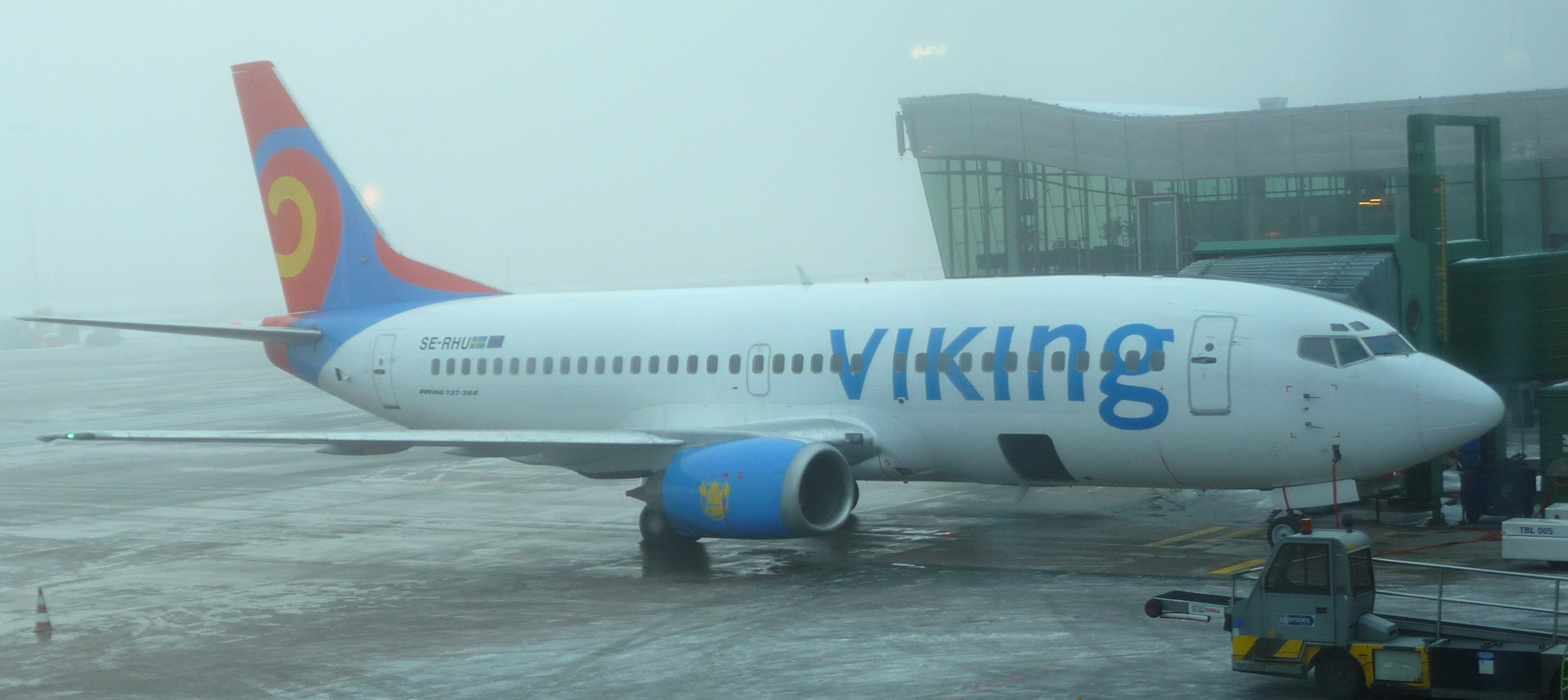
Vikingplan på Landvetter i Göteborg.

Viking Airlines var ett svenskt flygbolag som grundades 2003. Den första flygningen skedde den 10 maj samma år. Bolaget flög med Boeing 737-800 och Boeing 737-300, både på uppdrag av olika researrangörer (charter) och reguljärt. Viking opererade från Stockholm-Arlanda för Aer Olympic och från Storbritannien för bland annat Kiss flight. Bolaget hade reguljärflyg till Erbil och Sulaimaniyah i Irak.
I februari 2010 startade reguljärflygningar med ett grekiskt dotterbolag, Viking Hellas Airlines.
I oktober 2010 återkallade Transportstyrelsen Viking Airlines operativa licens på grund av företagets dåliga ekonomi. Bolaget förbjöds därmed att flyga kommersiellt .
Den 28 februari 2011 försattes bolaget i konkurs .

## Flotta
| Typ            | Antal | Passagerare | Registreringar                         |
| -------------- | ----- | ----------- | -------------------------------------- |
| Boeing 737-800 | 5     | 189         | SE-RHR, SE-RHS, C-FEAK, C-FTDW, C-FYLC |
| Boeing 737-300 | 2     | 148         | SE-RHT, SE-RHU                         |

## Destinationer
- Bagdad
- Birmingham
- Erbil
- Göteborg
- London Gatwick
- Malmö
- Stockholm
- Manchester
- Sulaimaniyah